# 西村弥菜美
西村 弥菜美（にしむら みなみ、2000年3月23日 - ）は、日本の女子バレーボール選手である。

## 来歴
福岡県久留米市出身。3人兄弟の次女（姉と兄がいる）。小学2年生のとき、父母がバレーと監督をしていたことをきっかけにジュニアチームに入団しバレーボールを始めた。
高校時代は東九州龍谷高等学校でリベロとしてプレー。3年時に全国高等学校総合体育大会（インターハイ）で優勝した。
2018年2月2日、岡山シーガルズへの入団内定が発表された。
2018年6月9日、ベトナムのバクニンで行われた第19回アジアジュニア女子選手権大会（U-19）に選出された。
2018年6月29〜7月1日、スカイホール豊田を会場に行われた2018V・サマーリーグ女子 西部大会において、優勝に貢献。また、来場者投票により今大会で印象的な活躍を収め、将来性を感じさせた選手を決める『フレッシュスター賞』に選出された。。
2019年7月12〜21日に渡ってメキシコで開催された「第20回女子U20（ジュニア）世界選手権大会」の代表メンバー12名に選出。日本チームの優勝に貢献した。また、8月に開催されたアジア選手権の代表メンバーにも選出され、チームの優勝に貢献した。
岡山シーガルズではアウトサイドヒッターとしてプレー。しかし、思うような結果は残せず、2021年、2020-21シーズン終了をもって現役引退を表明。自分自身を見つめ直すために一度バレーボールから離れた。
引退後、高校時代の同級生で久光スプリングスでプレーする中川美柚に「もう一度、一緒にプレーしよう」と誘われた。そして、2022年2月7日、久光への入団が発表され、現役復帰することとなった。
2022-23シーズン、V1女子でリベロとしてプレーし、サーブレシーブ部門のVリーグ日本記録賞を受賞し、また、サーブレシーブ賞、ベストリベロ賞も受賞した。
2023年、日本代表登録メンバーに選出された。
2023-24シーズンより、久光スプリングスでの背番号が24から7に変更となった。同シーズン、V1女子でサーブレシーブ賞とレシーブ賞を受賞した。

## 所属チーム
- 久留米市立安武小学校[1]
- 久留米市立宮ノ陣中学校[1]
- 東九州龍谷高等学校
- 岡山シーガルズ #10（2018-2021年）
- 久光スプリングス/SAGA久光スプリングス #24、#7（2022年-）

## 球歴
- 2019年 第20回世界ジュニア選手権大会：優勝[8]
- 2019年 アジア選手権：優勝
- 日本代表（2023年、2025年）
  - ネーションズリーグ - 2025年

## 受賞歴
- 2018年 - V・サマーリーグ女子 西部大会：V1フレッシュスター賞[6]
- 2023年 - 2022-23 V.LEAGUE DIVISION1 WOMEN サーブレシーブ賞、日本記録賞（サーブレシーブ部門）、ベストリベロ
- 2024年 - 2023-24 V.LEAGUE DIVISION1 WOMEN サーブレシーブ賞、レシーブ賞

## 個人成績
V.LEAGUEの個人成績は下記の通り。
| 大会        | チーム      | 出場     | 出場        | アタック | アタック | アタック | アタック | バックアタック | バックアタック | バックアタック | バックアタック | アタック 決定本数 | ブロック | ブロック       | サーブ | サーブ         | サーブ   | サーブ | サーブ | サーブ   | サーブレシーブ | サーブレシーブ | サーブレシーブ | サーブレシーブ | 総得点      | 総得点      | 総得点   | 総得点      |
| ----------- | ----------- | -------- | ----------- | -------- | -------- | -------- | -------- | -------------- | -------------- | -------------- | -------------- | ----------------- | -------- | -------------- | ------ | -------------- | -------- | ------ | ------ | -------- | -------------- | -------------- | -------------- | -------------- | ----------- | ----------- | -------- | ----------- |
| 大会        | チーム      | 試 合 数 | セ ッ ト 数 | 打 数    | 得 点    | 失 点    | 決 定 率 | 打 数          | 得 点          | 失 点          | 決 定 率       | セ ッ ト 平 均    | 得 点    | セ ッ ト 平 均 | 打 数  | ノ 丨 タ ッ チ | エ 丨 ス | 失 点  | 効 果  | 効 果 率 | 受 数          | 成 功 ・ 優    | 成 功 ・ 良    | 成 功 率       | ア タ ッ ク | ブ ロ ッ ク | サ 丨 ブ | 得 点 合 計 |
| V1 2020-21  | 岡山        | 27       | 73          | 40       | 10       | 2        | 25.0     | 2              | 0              | 0              | 0.0            | 0.14              | 1        | 0.01           | 61     | 0              | 2        | 0      | 18     | 10.7     | 155            | 70             | 44             | 59.4           | 10          | 1           | 2        | 13          |
| V1 2019-20  | 岡山        | 26       | 75          | 55       | 20       | 4        | 36.4     | 0              | 0              | 0              | -              | 0.27              | 2        | 0.03           | 120    | 1              | 2        | 5      | 31     | 7.9      | 113            | 67             | 20             | 68.1           | 20          | 2           | 3        | 25          |
| V1 2018-19  | 岡山        | 8        | 21          | 28       | 4        | 2        | 14.3     | 0              | 0              | 0              | -              | 0.19              | 0        | -              | 31     | 0              | 0        | 2      | 10     | 6.5      | 47             | 26             | 8              | 63.8           | 4           | 0           | 0        | 4           |
| V2 2017-18  | 岡山        | 4        | 7           | 10       | 1        | 2        | 10.0     | 0              | 0              | 0              | -              | 0.14              | 1        | 0.14           | 17     | 0              | 1        | 0      | 10     | 20.6     | 27             | 13             | 5              | 57.4           | 1           | 1           | 1        | 3           |
| 通算：4大会 | 通算：4大会 | 65       | 176         | 133      | 35       | 10       | 26.3     | 2              | 0              | 0              | 0.0            | 0.20              | 4        | 0.02           | 229    | 1              | 5        | 7      | 69     | 9.4      | 342            | 176            | 77             | 62.7           | 35          | 4           | 6        | 45          |

## 出演
YouTube 
- OH!hareTV『国際大会金メダリスト！西村弥菜美が登場！』（2020年5月16日）
- 岡山シーガルズ『【引退選手ご挨拶】西村 弥菜美選手【応援してくださった皆様へ】』（2021年5月10日）

 動画deシーガルズ 
- 2017/18Ｖ・チャレンジリーグI女子 赤磐大会 JAぎふリオレーナ戦を終えて【渡邊真恵選手・西村弥菜美選手】（2018年2月18日配信）